# Ibrahima Bah
Ibrahima Bah (1 januari 1999) is een Belgische voetballer van Guinese origine. Sinds september 2023 staat hij onder contract bij KVV Thes Sport.

## Carrière

### Standard Luik
Bah maakte op 4 februari 2017 zijn officieel debuut in het eerste elftal van Standard Luik. Hij mocht toen in de reguliere competitie in een thuisduel tegen KV Kortrijk na 72 minuten invallen voor ploeggenoot Benito Raman. Standard verloor de wedstrijd met 0–3.

### KV Oostende
Op 3 juni 2017 tekende Bah een contract voor drie seizoenen bij KV Oostende. In zijn debuutseizoen scoorde hij bij de beloften 24 keer, maar bij het eerste elftal raakte hij niet verder dan een invalbeurt tegen Standard Luik op de slotspeeldag van de reguliere competitie. In de zomer van 2018 werd hij dan ook uitgeleend aan RWDM. Toen hij na zijn terugkeer bij Oostende opnieuw niet aan spelen toekwam, werd zijn contract op 29 november 2019 in onderling overleg verbroken zodat hij naar Union Sint-Gillis kon verhuizen.

## Statistieken
| Seizoen | Club              | Land            | Competitie             | Competitie | Competitie | Beker | Beker | Supercup | Supercup | Europa | Europa | Totaal | Totaal |
| Seizoen | Club              | Land            | Competitie             | Wed        | Goals      | Wed   | Goals | Wed      | Goals    | Wed    | Goals  | Wed    | Goals  |
| ------- | ----------------- | --------------- | ---------------------- | ---------- | ---------- | ----- | ----- | -------- | -------- | ------ | ------ | ------ | ------ |
| 2016/17 | Standard Luik     | Vlag van België | Eerste klasse A        | 1          | 0          | 0     | 0     | 0        | 0        | 0      | 0      | 1      | 0      |
| 2017/18 | KV Oostende       | Vlag van België | Eerste klasse A        | 1          | 0          | 0     | 0     | –        | –        | 0      | 0      | 1      | 0      |
| 2018/19 | → RWDM            | Vlag van België | Eerste klasse amateurs | 27         | 4          | 1     | 0     | –        | –        | –      | –      | 28     | 4      |
| 2019/20 | KV Oostende       | Vlag van België | Eerste klasse A        | 0          | 0          | 0     | 0     | –        | –        | –      | –      | 0      | 0      |
| 2019/20 | Union Sint-Gillis | Vlag van België | Eerste klasse B        | 2          | 1          | 0     | 0     | –        | –        | –      | –      | 2      | 1      |
| Totaal  | Totaal            | Totaal          | Totaal                 | 31         | 5          | 1     | 0     | 0        | 0        | 0      | 0      | 32     | 5      |

Bijgewerkt op 17 februari 2020.